# Ivami Ginzan ezüstbánya
Az Ivami Ginzan ezüstbánya ősi japán bánya Honsú szigetének délnyugati részén, Simane prefektúrában. A hegyek és a közöttük lévő mély folyami völgyek nagyméretű bányák régészeti maradványait rejtik, hiszen itt a 16. és 20. század között olvasztó és finomító műhelyek, valamint bányásztelepülések működtek. Az  UNESCO világörökségének részét képezi 2007 óta.
A bánya építését egy japán kereskedő, Dzsutei Kamija kezdte el 1526-ban. A legtöbb nyersanyagot a 17. században bányászták itt. Ekkor évente 38 tonna ezüst hagyta el a bányát; ez volt a harmadik legnagyobb bánya a világon. Az itt bányászott ezüstöt főleg pénz készítésére használták.
A helyszínre jellemzőek a fontos szállítási utak, amiket arra használtak, hogy ezüstércet szállítsanak a parti kikötőkbe, és onnan tovább hajókkal Koreába és Kínába. Az ezüst magas minősége, ami a fejlett technikák használatából eredt, és a bányászott ezüst mennyisége alaposan hozzájárult Japán és a teljes Délkelet-Ázsia gazdasági fejlődéséhez a 16. és 17. században, és sarkallta az ezüst és arany tömegtermelését Japánban.
A bányaterületet ma erdő borítja. A világörökségi helyszínhez tartoznak a bányák körüli erődök, szent helyek, a partra vezető Kaidô szállítási útvonal tengerpartig vezető része és a három kikötő: Tomogaura, Okidomari és Junocu. A terület 442 ha és a védőzónája 3221 ha.